# Ministère des Transports et des Communications (république de Chine)
Pour les articles homonymes, voir Ministère des Transports et des Communications.
Le ministère des Transports et des Communications (officiellement en anglais : Ministry of Transportation and Communications (MOTC), en chinois traditionnel : 交通部 ; pinyin : jiāo tōng bù) est un des ministères de la branche exécutive du gouvernement de la république de Chine (en), chargé des affaires relevant des domaines des transports et de la communication.
Ses fonctions sont plus particulièrement réparties entre quatre catégories : le transport, le tourisme, la météorologie et les communications.

## Structure
L'organisation de la division externe du ministère est divisée en deux divisions, interne et externe. Parmi elles, on retrouve :

### Division interne
- Secretariat
- Office of Technical Superintendents
- Office of Counselors
- Department of General Affairs
- Department of Personnel
- Department of Civil Service Ethics
- Department of Accounting
- Department of statistics
- Legal Affairs Committee
- Petition Reviewing Committee
- Road Traffic Safety Committee
- Office of Science and Technology Advisors
- Information Management Center
- Transportation Mobilization Committee
- Department of Railways and Highways
- Department of posts and Telecommunications
- Department Navigation and Aviation
- Transportation and Communications Management Unit

### Division externe

#### Agences
- Freeway Bureau
- Civil Aeronautics Administration
- Tourism Bureau
- Directorate General of Highways
- Central Weather Bureau
- Railway Bureau
- Maritime and Port Bureau
- Institute of Transportation

#### Entreprises publiques
- Chunghwa Post Co.,Ltd.
- Taiwan Railway Administration
- Taoyuan International Airport Corporation Ltd.
- Taiwan International Ports Corporation Ltd.